# 숏박스
숏박스는 조진세와 김원훈, 엄지윤이 운영하는 개그 채널이다.
안녕하세요 "스케치코미디" 채널 숏박스 입니다.

## 개요
KBS 공채 개그맨 30기 김원훈, 31기 조진세가 함께 결성한 유튜브 채널이다. 이후 2021년 12월 말부터 32기 엄지윤도 합류하여 3인조 유튜버로 활동하였다. 김원훈과 조진세는 숏박스 결성 전, '우낌표'라는 채널명의 채널을 운영했다.

## 상세
2021년 10월 30일에 처음 '말하지 말라고 (스포일러)'로 첫 업로드를 하였다. 한동안 큰 주목을 받지 못하다가 2022년 1월 12일 업로드한 "모텔이나 갈까? (장기연애)" 가 유튜브 알고리즘을 타면서 인기를 얻기 시작했다. 2022년 2월 3일 20일만에 구독자 50만이 되었다.
2022년 3월 10일 채널 개설 4개월만에 구독자 100만명을 달성하였다.
이후 업로드한 영상들이 모두 인기를 끌어 모든 영상에 조회수가 200만이 넘으며, 계속하여 구독자가 상승중인 유튜브 채널이다.

## 특징
사람들이 일상 속에서 쉽게 공감할 수 있는 대화를 위주로 한 5분 이내의 영상을 업로드한다. 
단순히 대화에만 집중하는 것이 아닌 그 상황에서 했을 법한 행동들을 디테일하게 연기하여 더욱 공감할 수 있도록 한다.
영상이 길지 않은 만큼 장면마다 디테일이 숨어있어 디테일을 찾는 재미도 느낄 수 있다.
남매 사이, 친구 사이, 연인 사이와 같이 평소에 쉽게 접할 수 있는 상황극도 하지만 뉴스앵커, 기자, 먹방유튜버, 단역배우가 된다면 일어날 법한 일들의 상황극도 업로드한다.
2024년 11월 21일 기준, 조회수가 가장 높은 영상은 ‘장기연애- 모텔이나 갈까?’이며, 조회수는 1663만회이다. 
숏박스 유튜브 스토어에서는 숏박스 로고 티셔츠와 숏박스 스몰 로고 티셔츠를 판매하고 있다. 

## 콘텐츠
- 스포일러- 말하지 말라고 (오겜 스포주의)
- 똑똑- 휴지 있으세요?
- 사귀어 안 사귀어- 너라면 어떻게 할거야?
- 광고 촬영- 신인배우
- 오랜만이네- 누구지?
- 축의금- 얼마 할 거야?
- 삼천포- 어디까지 얘기했지?
- 걱정돼- 손흥민 어떡하냐
- 오해- 뭘 쳐다봐
- 잡아줘- 바퀴벌레 퇴치
- 도둑들- 모든 건 너한테 달렸어
- 전투력측정- 아이언맨 VS 헐크
- 로또- 1등 되면 얼마줄 거야?
- 허위딜러- 경차사러 갔다가 람보르기니 산 썰
- 휴가- 군인 인 거 티나?
- 답정너- 오빠 나 이러려고 만나?
- 지구멸망- 내일 지구 멸망하면 뭐 할 거야?
- 장기연애- 모텔이나 갈까?
- 장기연애- 대실
- 미용실- 마감 30분 전
- 헌팅- 니가 갔다와
- 장기연애- 예쁜카페
- 광고촬영- 컷
- 오징어게임- 287번 101번
- 찐남매- 꺼져
- 취중진담- 대리니ㅁ 할말ㅇㅣ씁ㄴ다
- 장기연애- 여행계획
- 100만- 구독자 이벤트 뭐 하지?
- 치과- 아프면 손 드세요
- 헌팅- 합석
- 찐남매- 자가격리
- 인질- 살려주세요
- 뉴스- 방송사고
- 장기연애- 벚꽃놀이
- 찐남매- 홈트레이닝
- 찐형제- ...
- 노래방- 인기차트
- 기자들- 특종
- 먹방- 유튜브 3일 차
- 찐남매- 병문안
- 장기연애- 병문안
- 성형외과- 상담

## 기타
2월 4일 메타코미디와 전속계약 사실이 공개되었다. 메타코미디는 숏박스 출연진들과 같은 KBS 공채 개그맨 출신인 정재형이 멤버로 있는 피식대학 등이 속한 코미디 레이블이다.
숏박스의 멤버 중 김원훈은 <SNL 코리아 시즌2>의 크루진으로 합류하였다.
숏박스의 멤버 중 엄지윤은 <놀면 뭐하니> 프로그램의 WSG워너비로 합류하였다.
200만 기념 라이브 방송중에 마이크 소리가 작게 출력되는 이슈가 있었는데, 소리가 작다고 말한 시청자들을 메타코미디 PD가 무차별적으로 차단을 먹인 사건이다. 이때 숏박스 멤버들은 라이브를 하느라 이 사실을 몰랐던거 같다.
한 시청자가 인스타그램 디엠으로 항의를 해보았으나 돌아오는 대답은 없었다고 한다. 앞으로도 이문제는 지속 되었으며, 피디는 고치려고 노력조차 하지 않았다.
라이브가 많이 미흡했고 준비성이 하나도 없었으며, 미숙한 피디의 대처로 구독자가 상당수 빠져 나갔다.
나무위키 논란 항목에서 메타코미디 쪽에서 인지 누군가 지속적으로 삭제하려고 한다.